# Fingig
Fingig är en ort i Luxemburg.   Den ligger i distriktet Luxemburg, i den sydvästra delen av landet, 17 kilometer väster om huvudstaden Luxemburg. Fingig ligger 354 meter över havet och antalet invånare är 329.
Terrängen runt Fingig är platt.  Runt Fingig är det tätbefolkat, med 427 invånare per kvadratkilometer.. Närmaste större samhälle är Luxemburg, 16,5 kilometer öster om Fingig. 
Omgivningarna runt Fingig är en mosaik av jordbruksmark och naturlig växtlighet.